# Sainte-Colombe (Seine-et-Marne)
Sainte-Colombe ist eine französische Gemeinde mit 1.778 Einwohnern (Stand: 1. Januar 2022) im Département Seine-et-Marne in der Region Île-de-France. Sie gehört zum Arrondissement Provins und zum Kanton Provins. Die Einwohner werden Saint-Colombinois genannt.

## Geographie
Sainte-Colombe liegt etwa 45 Kilometer südöstlich von Paris am Fluss Voulzie, an der südöstlichen Gemeindegrenze verläuft das Flüsschen Ruisseau des Méances. Umgeben wird Sainte-Colombe von den Nachbargemeinden Poigny im Norden, Chalautre-la-Petite im Osten, Soisy-Bouy im Südosten, Longueville im Süden, Saint-Loup-de-Naud im Westen sowie Vulaines-lès-Provins im Nordwesten.

## Bevölkerungsentwicklung
| Jahr                      | 1962 | 1968 | 1975 | 1982 | 1990 | 1999 | 2006 | 2012 |
| Einwohner                 | 1209 | 1178 | 1309 | 1407 | 1555 | 1697 | 1705 | 1795 |
| Quelle: Cassini und INSEE |      |      |      |      |      |      |      |      |

## Sehenswürdigkeiten
Siehe auch: Liste der Monuments historiques in Sainte-Colombe (Seine-et-Marne)
- Reste der alten Siechenhauses (Monument historique)
- Reste der früheren Benediktinerabtei im Ortsteil Le Mez-de-la-Madeleine